# Петар Тодоровић
Петар Тодоровић (Дивостин, 1880 — Челопек, 16. април 1905) је био српски официр и четник из времена четничке акције у Старој Србији на почетку 20. века.
Родио се у селу Дивостину код Крагујевца 1880. године. Завршио је војну академију у Београду. Године 1905. 16. априла учествује у борби четника и турске војске код Челопека. У овој борби која је била једна од највећих четничких победа учествовали су и Војислав Танкосић, Доксим Михаиловић, Аксентије Бацетовић, Чича Павле Младеновић, Саватије Милошевић и Лазар Кујунџић. Тодоровић је у овој борби погинуо, заједно са четником Радулом Косовцем. Њих двојица су једине српске жртве у овој борби док су турски губици били огромни. Сахрањен је у селу Дивостин где му се налази гроб и споменик.